# Дуђента
Дуђента (итал. Dugenta) је насеље у Италији у округу Беневенто, региону Кампанија.
Према процени из 2011. у насељу је живело 1201 становника. Насеље се налази на надморској висини од 57 м.

## Становништво
| 1951. | 1961. | 1971. | 1981. | 1991. | 2001. | 2011. |
| ----- | ----- | ----- | ----- | ----- | ----- | ----- |
| 2.733 | 2.696 | 2.421 | 2.664 | 2.735 | 2.646 | 2.752 |